# Sabine Heinrich
Sabine Heinrich (née le 27 décembre 1976 à Unna) est une présentatrice de radio et de télévision allemande.

## Carrière

### Radio
Sabine Heinrich a d'abord travaillé comme rédactrice et présentatrice dans divers quotidiens et stations de radio. À partir de 2001, elle est présentatrice à la radio 1Live. Elle y a animé l'émission matinale 1Live avec Mme Heinrich, dont l'émission porte le nom. En mars 2016, il a été annoncé qu'ils arrêteraient l'émission après le 15 année de diffusion. Depuis juillet 2016, elle anime divers programmes sur WDR 2, dont le WDR 2 Morgenmagazin (en français: Le journal du matin de WDR 2).

### Télévision
En 2006, elle est apparue à dix reprises avec Thorsten Schorn dans l'émission en direct Schorn et Heinrich à la télévision WDR. En 2008, elle a également animé la soirée "Aftershowparty" de 1Live Krone à la télévision WDR. En 2010, avec Matthias Opdenhövel, elle a animé la cérémonie des Echo Awards sur Erste et l'émission Unser Star für Oslo sur ProSieben ainsi que la décision préliminaire allemande pour le Concours Eurovision de la chanson 2010 à Oslo sur Erste. Le soir du Concours Eurovision de la chanson, le duo a également animé le reportage préliminaire sur Erste puis sur la soirée du Grand Prix . Elle a de nouveau accueilli la décision préliminaire du Concours Eurovision de la chanson 2011, Notre chanson pour l'Allemagne, avec Opdenhövel. À partir de mi-2010, Heinrich faisait partie de l'équipe de reporters de terrain de l'émission WDR Zimmer frei! . Elle a également présenté le quotidien Einsweiter sur la chaîne Einsfestival.
À partir de septembre 2011, elle a animé un talk-show hebdomadaire sur l'Einsfestival, le 1Live Talk avec Mme Heinrich . À partir de 2011, elle accompagne Ludger Stratmann en tant que co-animatrice sur certaines scènes de l'émission Stratmann Wandert . Dans la série Notre Pays dans les années 70 sur la télévision WDR, elle a repris un épisode de 1976, l'année de sa naissance. Depuis juillet 2021, Heinrich anime le quiz The Great Germany Quiz sur ZDF.

#### En cours
- depuis 2008 : 1Live Krone, sur la télévision WDR
- depuis 2013 : Mme Heinrich arrive – L'émission portable, sur la Télévision WDR
- depuis 2014 : FrauTV en alternance avec Lisa Ortgies
- depuis 2020 : Podcast Hirn & Heinrich – le podcast du savoir du DZNE
- depuis 2020 : Ne soyez pas sérieux ! avec Jürgen von der Lippe, sur la télévision WDR [1]
- depuis 2021 : Le grand quiz allemand, sur ZDF [2]

#### Ancien/Unique
- 2006 : Schorn et Heinrich, sur la télévision WDR
- 2010 : ECHO 2010, sur Le premier
- 2010 : Notre étoile pour Oslo, sur Das Erste et sur ProSieben
- 2011 : Notre chanson pour l'Allemagne, sur Das Erste et sur ProSieben
- 2011 : Einsweiter, Festival d'Eins
- 2011–2012 : 1Live Talk avec Mme Heinrich, Einsfestival
- 2013 : Remords - Mme Heinrich et les 7 péchés capitaux, Einsfestival
- 2014 : Eurovision Jeunes Musiciens 2014, sur la télévision WDR
- 2014 : TV Noir, en tant qu'invités Tex et Götz Alsmann, ZDFkultur
- 2015 : The Wiwaldi Show, en tant qu'invité, sur Das Erste [3]
- 2016 : À la recherche de… – Sabine Heinrich, sur la télévision WDR [4]
- 2017 : L'année des héros – 1976 (Série : Notre pays dans les années 70 ), sur la télévision WDR [5]
- 2018 : Retour vers le futur - 1985 (Série : Notre pays dans les années 80 ), sur la télévision WDR [6]
- 2023 : Littéralement en direct ! Mon parcours vers la lecture et l'écriture, sur ZDF [7]

### Activité d'écrivain
- Le désir est une urgence, son premier roman. Kiepenheuer et Witsch, Cologne 2014,  (ISBN 978-3-462-04621-2) (livre),  (ISBN 978-3-462-30774-0) (e-book).

### Volontariat
En 2018, elle assume le rôle de jurée et de « marraine bénévole » à l'occasion du Cologne Volunteer Award.

### Récompenses
Le 9 octobre 2010 , Unser Star a gagné pour Oslo, entre autres, avec Sabine Heinrich, le prix de la télévision allemande 2010 dans la catégorie Meilleur programme de divertissement . Le 8 septembre 2011, elle a reçu le Prix de la radio allemande 2011 dans la catégorie Meilleur présentateur pour son émission 1Live avec Mme Heinrich . En 2024, elle a reçu le prix de la télévision allemande dans la catégorie <i id="mwqQ">Meilleur divertissement factuel</i> pour son reportage Literally Live !, qui accompagne les personnes dyslexiques.

## Vie privée
Elle a donné naissance à son premier enfant en décembre 2015.